# 堤由貴
堤 由貴（つつみ よしたか、1992年10月31日 - ）は、京都府京都市出身のハンドボール選手。日本ハンドボールリーグのトヨタ自動車東日本所属。

## 経歴
京都市立月輪中学校時代は2007年の第16回JOCジュニアオリンピックカップで優秀選手に選ばれた。
中学卒業後は京都府立洛北高等学校へ進学。2009年は男子ユースオリンピックアジア予選の日本代表U-19に選出された。
2010年は第4回男子ユースアジア選手権の日本代表U-19に選出。
高校卒業後は明治大学へ進学。2012年は第13回男子ジュニアアジア選手権の日本代表U-21に選ばれた。同年の関東学生ハンドボール・秋季リーグでは優秀新人賞を受賞。
2013年は第1回U-22東アジア選手権の日本代表に選出。
2014年は第2回U-22東アジア選手権の日本代表に選ばれた。春季リーグでは得点王（100得点）のタイトルを獲得し、優秀選手賞を受賞。秋季リーグでは2季連続で優秀選手に選出された。
2015年1月に日本ハンドボールリーグのトヨタ自動車東日本へ加入。7月には第28回ユニバーシアード競技大会の日本代表に選ばれた。

## 詳細情報

### 年度別成績
| 年       | チーム             | 試合 | フィールド 得点 | 率   | 7m  | 合計    | 警告 | 退場 | 失格 |
| -------- | ------------------ | ---- | --------------- | ---- | --- | ------- | ---- | ---- | ---- |
| 2014-15  | トヨタ自動車東日本 | 5    | 0/0             | -    | 1/1 | 1/1     | 0    | 0    | 0    |
| 2015-16  | トヨタ自動車東日本 | 16   | 23/51           | .451 | 0/0 | 23/51   | 0    | 0    | 0    |
| 2016-17  | トヨタ自動車東日本 | 16   | 8/29            | .276 | 1/1 | 9/30    | 0    | 0    | 0    |
| 2017-18  | トヨタ自動車東日本 | 24   | 85/178          | .478 | 1/2 | 86/180  | 3    | 2    | 0    |
| 2018-19  | トヨタ自動車東日本 | 24   | 85/179          | .475 | 0/0 | 85/179  | 1    | 1    | 0    |
| JHL：5年 | JHL：5年           | 85   | 201/437         | .460 | 3/4 | 204/441 | 4    | 3    | 0    |

- 各年度の太字はリーグ最高

### 記録

#### 日本ハンドボールリーグ
- 初得点・7mスロー初得点：2015年2月22日、対琉球コラソン戦（フラップ大郷21）[12]
- フィールドゴール初得点：2015年11月14日、対大同特殊鋼戦（墨田区総合体育館）[13]

### 背番号
- 19 (2015年 - )

## 代表歴

### 日本代表U-24
- ユニバーシアード競技大会 (2015年)

### 日本代表U-22
- U-22東アジア選手権 (2013年・2014年)

### 日本代表U-21
- ジュニアアジア選手権 (2012年)

### 日本代表U-19
- ユースオリンピックアジア予選 (2009年)
- ユースアジア選手権 (2010年)